# 陈户镇 (山丹县)
陈户镇，是中华人民共和国甘肃省张掖市山丹县下辖的一个乡镇级行政单位。
2014年，甘肃省民政厅批复同意撤销陈户乡，设立陈户镇。

## 行政区划
陈户镇下辖以下地区：
卅里堡村、刘伏村、西门村、东门村、沙河湾村、王城村、张庄村、岸头村、陈户村、周坑村、盘山村、寺沟村、范营村、孙营村和山湾村。